# Col de Bonnecombe
Pour les articles homonymes, voir Bonnecombe.
Le col de Bonnecombe donne accès à la partie sud des monts d'Aubrac, la plus élevée du plateau, et se situe entre le signal de Mailhebiau (1 469 m) et la montagne de Coumborio (1 407 m, point culminant du massif du Mountasset). Il est emprunté par la route D52, dite route des lacs et se situe à proximité immédiate de l'étang du même nom.

## Géographie

### Situation

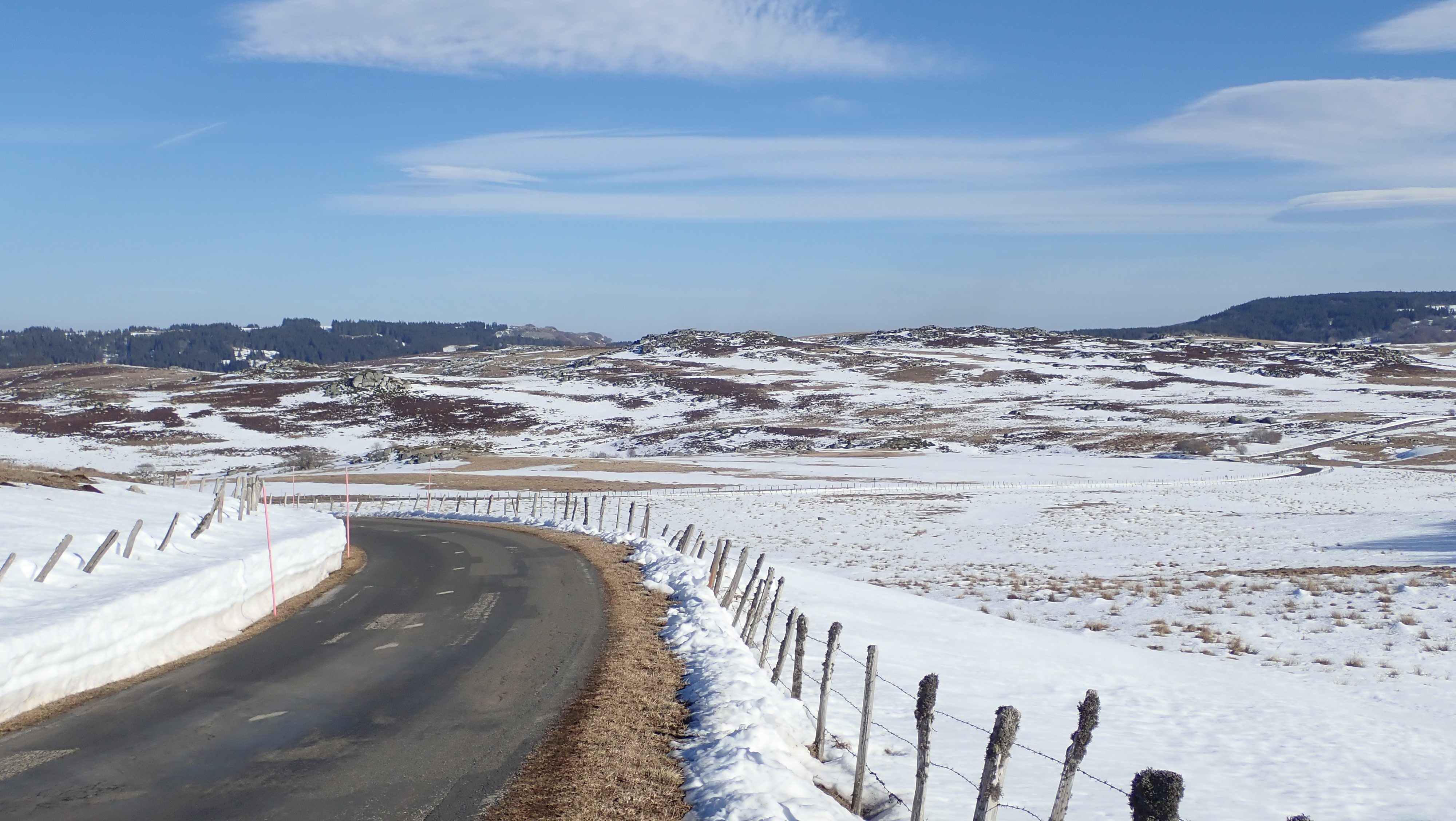
La route D52 un peu au nord du col de Bonnecombe serpente sur le plateau de l'Aubrac.

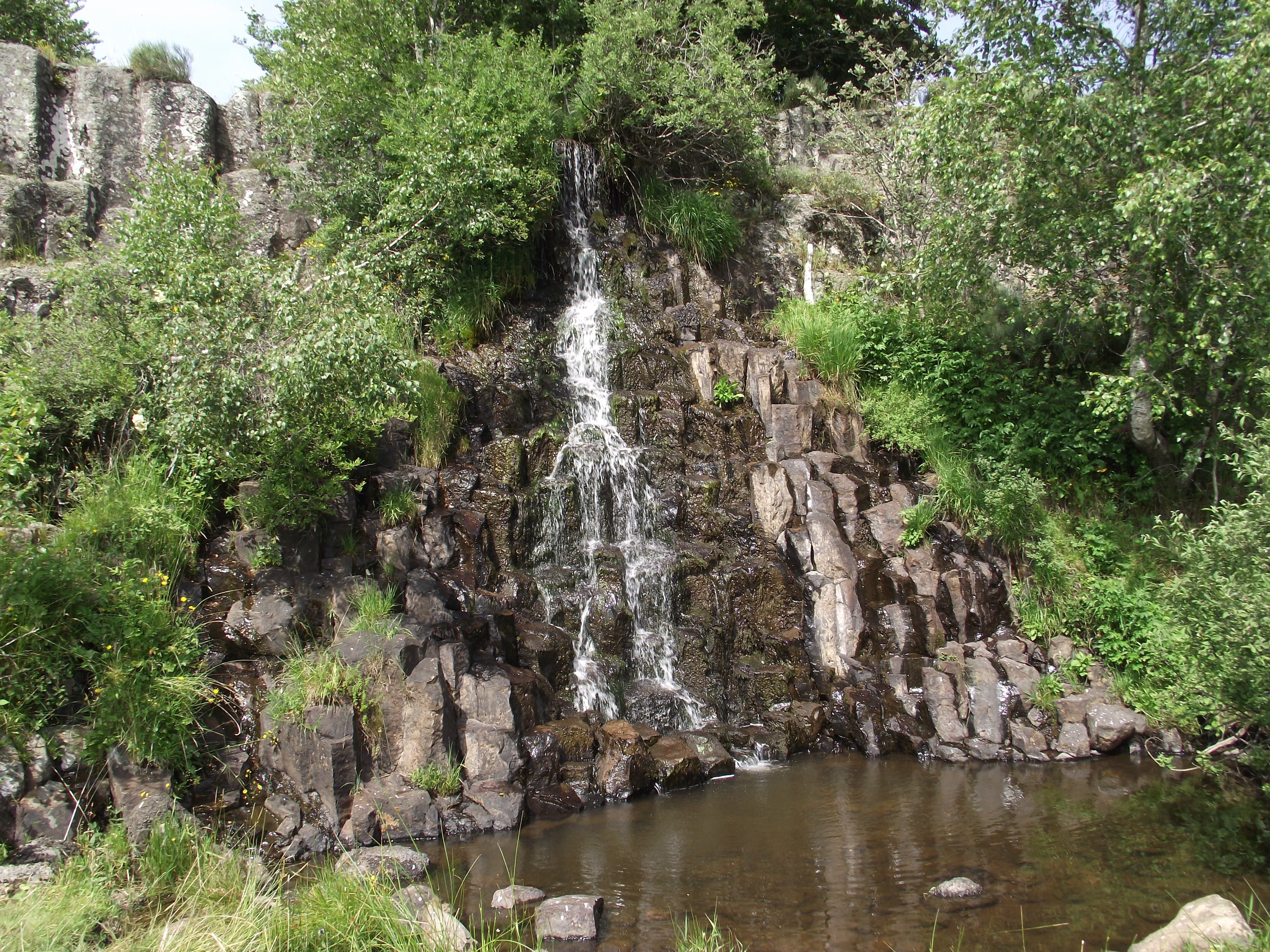
La cascade du Saltou en été.

Le col de Bonnecombe est en limite de deux communes du canton de Saint-Germain-du-Teil (Lozère) : Les Salces et Les Hermaux. Le profil du col est dissymétrique avec de fortes pentes au sud (montée de 15 km depuis le Monastier pour un dénivelé de 730 m) et une route beaucoup plus plate au nord, serpentant sur le plateau de l'Aubrac (le bourg de Nasbinals, situé 17 km plus au nord est encore à une altitude d'environ 1 200 m).

### Écologie
La tourbière qui entoure l'étang de Bonnecombe est riche en espèces rares (on peut y trouver par exemple une des rares stations en Aubrac de l'Andromède à feuilles de polium). Au sud-ouest, l'émissaire de l'étang, qui prend le nom de ruisseau du Pesquio, franchit une barre basaltique et forme la petite cascade du Saltou.

## Histoire

### «Maquis» de Bonnecombe

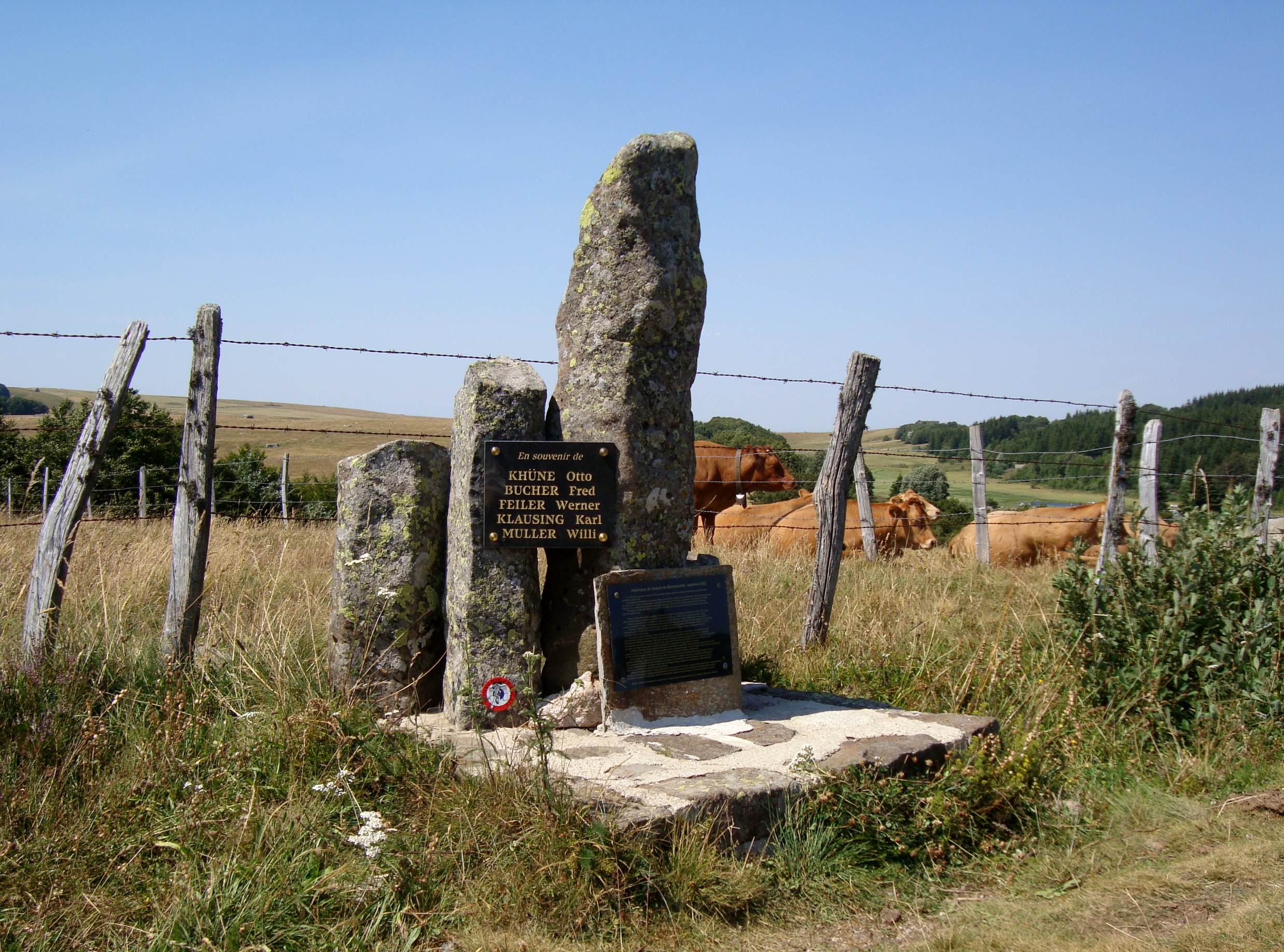
Monument du maquis au Col de Bonnecombe

Au printemps 1942, un groupe d'ouvriers communistes allemands, initialement employés à l'usine de Saint-Chély-d'Apcher, et dirigés par Otto Kühne, crée le maquis « Bonnecombe ». Ce maquis se renforcera progressivement et son chef deviendra en 1944 le responsable des Francs-tireurs et partisans - MOI de la Lozère, du Gard et de l’Ardèche, qui comptera en juin de cette même année jusqu'à 2000 membres. Un monument au col commémore les faits d'armes de ces résistants allemands luttant contre le fascisme.

## Activités

### Sports d'hiver
Le col constitue le point central de l'espace nordique Aubrac sud qui totalise environ 40 km de pistes de ski de fond s'étendant à la fois à l'est vers la forêt du Baronte et à l'ouest vers Mailhebiau. C'est également un site de snowkite.

### Manifestations
Tous les ans, aux alentours du 25 mai, a lieu au col la fête de la transhumance, avec le défilé des vaches décorées qui montent dans les pâturages, des danses traditionnelles et la dégustation de l'aligot.

### Protection environnementale
Le site comprend une ZNIEFF de première catégorie (zone naturelle d'intérêt écologique, floristique, et faunistique) en raison de la richesse écologique du lieu. 